# Candelariella antennaria
Candelariella antennaria är en lavart som beskrevs av Räsänen. Candelariella antennaria ingår i släktet Candelariella och familjen Candelariaceae.   Inga underarter finns listade i Catalogue of Life.